# Vir illustris
Vir illustris („hervorragender Mann“; auch illustrissimus, Plural viri illustres) war der höchste senatorische Rangtitel im spätantiken Römischen Reich.
Der Titel tauchte zwar bereits in der Prinzipatszeit vereinzelt auf, erhielt seine endgültige Ausprägung aber erst in der Spätantike. In der Regierungszeit Valentinians I. (364 bis 375) wurden Mitglieder des Senats mit diesem Titel rangmäßig besonders hervorgehoben. Zu Beginn des 5. Jahrhunderts trugen auch hohe Amtsträger diesen Rang, etwa die Prätorianerpräfekten, Stadtpräfekten, Heermeister sowie verschiedene comites bei Hofe und Konsuln, die besonders angesehen waren. Sie waren zugleich Mitglieder des Senats. Spätestens Theodosius I. verlieh den Rang aber auch an Bischöfe. Der Titel war nicht erblich und bezeichnete nun die höchste Rangklasse bei Hofe und im Senat. Dahinter folgten die viri spectabiles, sodann die einfachen Senatoren (die viri clarissimi). Nur der Rang des clarissimus war seit Konstantin I. erblich.
Das Anwachsen des Personenkreises hatte zur Folge, dass schließlich im 5. und 6. Jahrhundert nur noch viri illustres tatsächlich im Senat sitzen durften und zahlreiche Privilegien genossen. Damit gewann der Senat, der nun wieder eine Versammlung der höchsten aktiven und ehemaligen Amtsträger war, erheblich an Bedeutung. Diese Regelungen wurden von Justinian noch einmal verschärft, der den Titel zugleich auch den patricii zuerkannte, die allerdings in aller Regel ohnehin bereits illustres waren. Justinian versuchte, innerhalb dieser Gruppe noch zwei weitere Ränge, die gloriosi und magnifici, zu etablieren, doch setzte sich diese Neuerung nicht durch, und die illustres blieben bis zum Ende der Antike die oberste Statusgruppe innerhalb der spätrömischen Aristokratie.
Der Titel fand noch im Frühmittelalter Verwendung, nun freilich in einem anderen Kontext: So trug der domesticus der Merowinger (dieser war mit der Verwaltung von Königshöfen betraut) dieses Rangprädikat. Auch andere hochgestellte Personen im merowingischen Frankenreich, wie die Hausmeier Chucus und Gundoland (frühes 7. Jahrhundert), wurden als vir illustris bzw. vir illuster bezeichnet. Ebenso bezeichnete sich etwa der westfränkische König Karl III. in Urkunden selbst als vir illustris.